# Ken George
Kenneth J. George, detto Ken (...), è un oceanografo, poeta e linguista britannico, tra i massimi esperti della lingua cornica e della letteratura cornica moderna.

## Biografia
Noto anche con il nome d'arte bardico di Profus an Mortyd (Colui che predice le maree), è conosciuto soprattutto per essere stato il creatore del "cornico comune", una riforma della lingua cornica, in primo luogo ortografica, che l'autore ritiene più fedele alla pronuncia del cornico medievale di quanto fosse lo stile precedente detto "cornico unificato".
Ha pubblicato più di 80 titoli sulla linguistica celtica, compresi molti dizionari di cornico come il Gerlyver Kernewek Kemmyn (Dizionario del cornico comune). La sua opera di traduzione e commento del dramma sacro Bewnans Ke, scoperto di recente, è stata pubblicata dal Kesva an Taves Kernewek - Cornish Language Board (Consiglio della lingua cornica) nel maggio del 2006. Ha ricevuto un plauso per la sua opera nella cerimonia del premio Holyer an Gof. Ha tradotto molti inni e canzoni in cornico, e anche il libretto dell'opera Die Zauberflöte (Il flauto magico) di Wolfgang Amadeus Mozart. Ha composto una notevole quantità di poesia in cornico, tra cui il dramma sacro Flogholeth Krist, modellato sullo stile degli Ordinalia cornici medievali.
Vive in Cornovaglia. Parla, oltre a inglese e cornico, anche bretone e francese. È stato Principal Lecturer (Primo docente) di Scienze oceaniche allo Institute of Marine Studies (Istituto di studi marini) dell'Università di Plymouth.
Fu nominato Bardo del Gorseth Kernow (Festival della Cornovaglia) nel 1979: Dove adottò il proprio nome d'arte che rispecchia uno dei suoi interessi di ricerca nell'oceanografia, essendo l'altro la Modellazione numerica. Ha pubblicato oltre 50 opere nel campo dell'oceanografia, tra le quali il libro di testo Tides for Marine studies (Le maree per gli studi marini) che ha venduto più di 1000 copie, numero considerevole per l'argomento specialistico trattato.
È membro del Kesva an Taves Kernewek - Cornish language Board (Comitato della lingua cornica), uno dei comitati promotori della lingua cornica ed il comitato per la sua promozione nella forma da lui chiamata "comune". Ed è uno dei rappresentanti di tale comitato presso il Gorseth Kernow (Associazione letteraria della Cornovaglia).
Ha ottenuto il pensionamento anticipato nel 2006, ed ha intrapreso lo studio della lingua giapponese.

## Opere scelte
- A Phonological History of Cornish (thèse), Brest, 1984
- The Pronunciation and Spelling of Revived Cornish, Cornish Language Board, 1986, ISBN 978-0907064084
- Cornish, in: Martin Ball (editor), The Celtic Languages, London, Routledge, 1993
- Cornish for the 21st Century, with Paul Dunbar, Cornish Language Board, 1997